# Che casino... con Pierino!
Che casino... con Pierino! è un film comico del 1982 diretto da Bitto Albertini. Uscito il 6 maggio 1982, è il quarto film della serie apocrifa di Pierino.

## Trama
Dopo aver abbandonato la scuola e fallito varie esperienze di lavoro, Pierino decide di andare a lavorare come garzone del bar gestito dallo zio Nino. Egli si imbatte in diverse situazioni, che talvolta vedono coinvolto anche l'amico Pantera, abile nell'imitare vari suoni, o la ragazza Marisa, di cui Pierino è follemente innamorato, fin quando non decide di partire per un viaggio in Austria.

## Censura
Ancora più volgare degli altri film della serie, comunque tutti passati senza divieti, questo film si vide in prima battuta bocciare il visto censura per poi previo taglio di circa 8 metri essere messo in circolazione con il divieto ai minori di 18 anni. Solo nel 2000 il divieto è stato abbassato ai 14 anni.

## Colonna sonora
Inedita per decenni, la colonna sonora integrale di Nico Fidenco è stata pubblicata dalla Beat Records negli anni 2010 insieme a un'altra creazione dello stesso compositore: la colonna sonora di 3 Supermen contro il Padrino fino a quel momento inedita anch'essa.